# Nederlandsche Sport
Nederlandsche Sport was een Nederlands sporttijdschrift. Het tijdschrift werd in 1882 opgericht en in 1930 opgeheven.

## Algemeen
Nederlandsche Sport was een officieel orgaan van diverse sportverenigingen. Met de oprichting in 1882 van het eerste sportblad in Nederland, maakte Sport zich wat de media betreft los van de categorie Algemene Gebeurtenissen. Op initiatief van de Nederlandsche Harddraverij- en Renvereeniging, de Jachtvereeniging Nimrod, de Koninklijke Nederlandsche Zeil- en Roeivereeniging, Amsterdamsche IJsclub en Amsterdamsche Skatingclub werd deze krant in het leven geroepen. De belangrijkste impuls voor deze krant vloeide voort uit de centrale functie van de pers: de lezers informatie verschaffen op basis waarvan zij goedgeïnformeerd konden handelen, bijvoorbeeld het wedden op paardenrennen. Het blad is aanvankelijk geheel gevuld met paardenren-en jachtberichten, vanaf 1883 stelt het zijn kolommen ook beschikbaar voor het vaak zeer uitvoerige geschrijf over vergaderingen en wedstrijden van de talrijke cricketclubs. Later breidde de redactie haar aandacht uit tot zwemmen, wielrennen en tennis. Vanaf 1892 werd het een officieel orgaan van de Nederlandsche Voetbal- en Athletiek Bond en vanaf 1894 ook van individuele voetbalverenigingen. Vanaf 1898 publiceerde ook de Nederlandsche Hockey- en Bandybond alle officiële mededelingen in de Nederlandsche Sport. In 1930 werd de Nederlandsche Sport opgeheven.

## Trivia
In 1882 betaalde men 6 gulden voor een jaarabonnement dat bestond uit 24 nummers.